# Erich Consemüller
Erich Consemüller (* 10. Oktober 1902 in Bielefeld; † 11. April 1957 in Halle (Saale)) war ein deutscher Architekt und Fotograf am Bauhaus.

## Leben
Erich Consemüller wuchs in Bielefeld auf, begann dort eine Tischlerlehre bei der Firma Echterbecker (1920–1922) und besuchte die Abendschule an der Handwerker- und Kunstgewerbeschule Bielefeld. Im Alter von 20 Jahren ging er an das Bauhaus in Weimar.

### Bauhaus
Am Bauhaus besuchte er ab Wintersemester 1922 unter anderem Kurse von Johannes Itten, Paul Klee und Wassily Kandinsky. Im zweiten Semester wurde er Lehrling in der Möbelwerkstatt am Bauhaus unter Walter Gropius, wo er am 1. März 1924 seine Gesellenprüfung ablegte. Eine Islandreise im darauf folgenden Sommer 1924 dokumentierte er in Photographien.
Ab Oktober 1925 arbeitete er in der Möbelwerkstatt Marcel Breuers am Bauhaus Dessau. Er wirkte an einer Reihe von Bauhaus-Projekten mit, so an der Ausstattung des Theater-Cafés in Dessau, der Wohnung Erwin Piscators in Berlin, des Bauhausgebäudes in Dessau, eines Meisterhauses, der Wohnung Dr. Wilinski in Berlin und des Hauses Thorst in Hamburg. 1927 wechselte er in die von Hannes Meyer und Hans Wittwer geleitete Bauabteilung, deren stellvertretender Leiter er 1928 wurde. Am 27. November 1929 erhielt er das Bauhausdiplom Nr. 4 der Bauabteilung.
Erich Consemüller fertigte in Weimar und Dessau zahlreiche Fotografien von Werken und Menschen am Bauhaus. Walter Gropius übertrug ihm den Auftrag für eine photographische Dokumentation des Bauhauses Dessau. Dabei entstanden ca. 300 Fotos, die meisten davon im Jahr 1927. Erich Consemüller gilt als Fotograf des Neuen Sehens.

### Halle (Saale)
Von 1929 bis 1931 arbeitete er als Architekt im Büro Hans Wittwers in Halle (Saale) und nahm dann, auf Vermittlung des befreundeten Gerhard Marcks, eine Tätigkeit als Lehrer in der Architekturklasse und in der Werbeabteilung der Kunstschule Burg Giebichenstein in Halle (Saale) auf.
1933 wurde er auf Veranlassung der Nationalsozialisten von der Kunstschule entlassen und aus den Berufs- und Künstlervereinigungen ausgeschlossen. Es folgten ab 1934 Tätigkeiten als Zeichner im Architekturbüro von Gerhard Schwerthelm in Halle (Saale) und Erfurt, ab 1935 als Hochbautechniker bei Wilhelm Ulrich in Halle (Saale) sowie, ab 1940, bei Walther Born in Leipzig. Nach dem Krieg war er selbständiger Architekt (1945–1946) und Stadtplaner beim Rat der Stadt Halle (Saale) (1946–1953).
Erich Consemüller war seit 1930 mit Ruth Hollós-Consemüller verheiratet. Das Ehepaar hatte zwei Kinder.
Seine letzte Ruhestätte hat das Ehepaar Consemüller auf dem evangelischen Friedhof der St.Briccius-Gemeinde in Halle-Trotha gefunden. Der Grabstein ist von Gerhard Marcks gestaltet.

## Ausstellung
Die Klassik Stiftung Weimar widmete Erich Consemüller vom 23. März bis 24. Juni 2018 eine Fotografie-Ausstellung in den angrenzenden Räumen des Schiller Wohnhauses in Weimar. Die Exponate sind eine Dauerleihgabe an die Stiftung und werden ab 2019 auch im neuen  bauhaus museum weimar zu sehen sein.

## Archiv
- Bauhaus-Archiv
- Archiv für bildende Kunst am Germanischen Nationalmuseum, Nürnberg
- Busch-Reisinger-Museum, Havard-University
- privat